# Tara Cunningham
Tara Lee Cunningham, z domu Nott (ur. 10 maja 1972 w Del Rio) – amerykańska sztangistka.
Dwukrotna olimpijka (2000, 2004), złota medalistka olimpijska (2000), dwukrotna złota medalistka igrzysk panamerykańskich (1999, 2003) w podnoszeniu ciężarów. Startowała w wadze muszej (do 48 kg).
Mężem Tary Cunningham jest Casey Cunningham, amerykański zapaśnik w stylu wolnym.

## Osiągnięcia

### Letnie igrzyska olimpijskie
- Sydney 2000 –  złoty medal (waga musza)
- Ateny 2004 – 10. miejsce (waga musza)

### Igrzyska panamerykańskie
- Winnipeg 1999 –  złoty medal (waga musza)
- Santo Domingo 2003 –  złoty medal (waga musza)